# Barnim I di Pomerania

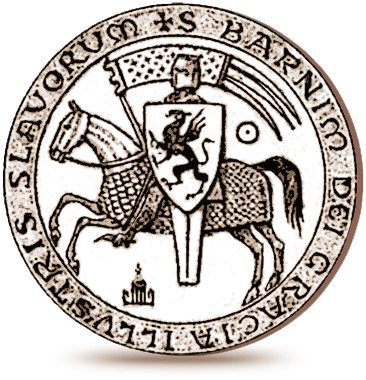
Sigillo di Barnim I

Barnim I di Pomerania (c. 1217/1219 – Dąbie, 13 novembre 1278) fu duca di Pomerania (ducis Slauorum et Cassubie) dal 1220 fino alla morte.

## Biografia
Figlio del duca Boghislao II (Bogislaw II / Bogusław II) e Miroslawa, figlia del duca Mestwin I di Pomerelia, successe al ducato di Pomerania-Stettino alla morte del padre nel 1220; dovette tuttavia condividere il dominio della Pomerania con suo cugino Wartislaw III, che risiedeva a Demmin. Poiché era minorenne quando suo padre morì, fino al 1226 circa le sue terre rimasero sotto la reggenza di sua madre Miroslawa della dinastia dei Samboridi della Pomerania. In un primo momento ancora feudo danese, le terre della Pomerania divennero dominio del Sacro Romano Impero dopo la vittoria di diversi principi della Germania settentrionale nella battaglia di Bornhöved del 1227. L'imperatore Federico II di Svevia nel 1231 mise il Ducato di Pomerania sotto la sovranità dei margravi ascanidi di Brandeburgo, ignorando il diritto della dinastia dei Greifen e alimentando così un conflitto a lungo termine tra Brandeburgo e Pomerania.
Dopo che suo cugino Wartislaw III aveva formalmente accettato il dominio del Brandeburgo con il Trattato di Kremmen del 1236, il duca Barnim I venne a patti con i potenti margravi ascanici nel Trattato di Landin del 1250: si dichiarò un vassallo del Brandeburgo e dovette rinunciare alla regione di Uckermark; tuttavia raggiunse il consenso affinché il feudo di suo cugino Wartislaw rimanesse della dinastia Greifen dopo la sua morte. Quando il duca Wartislaw III morì nel 1264, Barnim I poté riunire l'intero ducato di Pomerania sotto il suo governo. Promosse l'Ostsiedlung introducendo coloni e costumi tedeschi nel ducato, fondò molte città, tra cui Prenzlau, Stettino, Gartz, Anklam, Stargard, Gryfino, Police, Pyrzyce, Ueckermünde e Goleniów. Fu anche noto per le sue generose fondazioni ecclesiastiche, e sostenne l'estensione del regno secolare dei vescovi della Diocesi di Cammin nella zona di Kołobrzeg.
Il duca Barnim morì nella città di Dąbie (Altdamm), oggi parte di Stettino. Il minnesänger Meister Rumelant scrisse un lamento in suo onore.

## Matrimoni e discendenza
Tra il 4 settembre 1238 e il 18 luglio 1242, Barnim I si sposò dapprima con Marianna (morta il 27 giugno 1252), la cui origine è contestata: è stata identificata come figlia del re Erik X di Svezia, o un membro del Casa degli Ascanidi come figlia del conte Alberto II di Weimar-Orlamünde, del conte Enrico I di Anhalt o di Alberto I di Sassonia. La storiografia moderna ritiene che le sue origini siano sconosciute. Ebbero una figlia:
- Anastasia (n. 1245 - m. 15 marzo 1317), sposata nel 1259 con Enrico I il Pellegrino, signore del Meclemburgo.

Tra il 1253 e il 1254, Barnim I si sposò una seconda volta con Margareta (nata dopo il 1231 - morta prima del 27 maggio 1261), probabilmente una figlia di Nicola I, signore di Werle e membro della Casa di Meclemburgo, sebbene altre fonti la identifichino come figlia di Ottone il Fanciullo, duca di Brunswick-Lüneburg. Lo storico Robert Klempin l'ha identificata come la vedova di Vitslav I, principe di Rügen, ma questo sembra molto dubbio da un punto di vista cronologico. Ebbero un figlio:
- Boghislao (Bogislaw / Bogusław) IV (nato prima del 1258 - morto il 19 febbraio 1309), co-governatore dal 1276 e unico sovrano dopo la morte del padre, condividendo il potere con i suoi fratellastri più giovani.

Prima del 20 maggio 1267, Barnim I si sposò una terza volta con Matilda (nata nel 1255 circa - 20 dicembre 1316), figlia di Ottone III, margravio di Brandeburgo. Ebbero cinque figli:
- Miroslawa (nato nel 1270 circa - morto tra il 23 dicembre 1327 e l'11 novembre 1328), sposato nel 1285 con Niklot I, conte di Schwerin.
- Beatrix († 1315 o 1316), sposata prima. 1290 a Enrico II, signore di Werle a Penzlin, figlio di Enrico I di Werle.
- Matilda (m. Giovane, 1295).
- Barnim II (nato nel 1277 - morto il 28 maggio 1295).
- Ottone I (nato postumo, 1279 - m. 30 o 31 dicembre 1344).